# Нижняя Отла
Нижняя Отла — деревня в Княжпогостском районе республики Коми  в составе  сельского поселения Шошка.

## География
Находится на левом берегу реки Вымь на расстоянии примерно 18 км на север-северо-запад по прямой от центра района города Емва. 

## История
Отмечается с 1698 года как погост Отла, объединявший 9 селений: деревни Труфановская, Веневская, Борняковская, Озеевская, Мызжевская, Ивановская и 3 пустоши. К 1710 году осталась одна только Отла. В 1918 г. в деревне Нижней Отле жили 370 человек. В 1930 году в Нижней Отле имелись школа, агропункт, пароходная стоянка и потребительское общество .

## Население
Постоянное население  составляло 44 человека (коми 62%, русские 36%) в 2002 году, 19 в 2010 .